# Abdul Aziz
Abdul Aziz (Istanbul, 8. veljače 1830. – Istanbul, 4. lipnja 1876.), osmanski sultan.
Abdul Aziz (arapski: عبد العزيز) postaje sultan 25. lipnja 1861. godine poslije prerane smrti brata Abdul Medžida I.
Jednostavno govoreći on je sultan laganog propadanja. Tijekom njegove vladavine Osmansko Carstvo se svake godine sve više zadužuje do trenutka kada dolazi do proglašenja državnog bankrota 1875. godine. Nemiri koji tada zahvaćaju državnu tvorevinu rezultiraju pobunom u Bosni i Hercegovini.
Općenarodno nezadovoljstvo inflacijom koja nastupa poslije bankrota dovodi do zavjere koja svrgava sultana 30. svibnja 1876. godine. Nekoliko dana poslije Abdul Aziz navodno izvršava samoubojstvo. Vijest o smrti Istanbul dočekuje s oduševljenjem.
Pučisti su na čelo države doveli Murata V. sina sultana Abdul Medžida I.
| Prethodnik:     | Vladar Osmanskog Carstva (1861. – 1876.) | Nasljednik: |
| Abdul Medžid I. | Vladar Osmanskog Carstva (1861. – 1876.) | Murat V.    |